# Tulipa lownei
Tulipa lownei är en liljeväxtart som beskrevs av John Gilbert Baker. Tulipa lownei ingår i släktet tulpaner, och familjen liljeväxter. Inga underarter finns listade.

## Bildgalleri

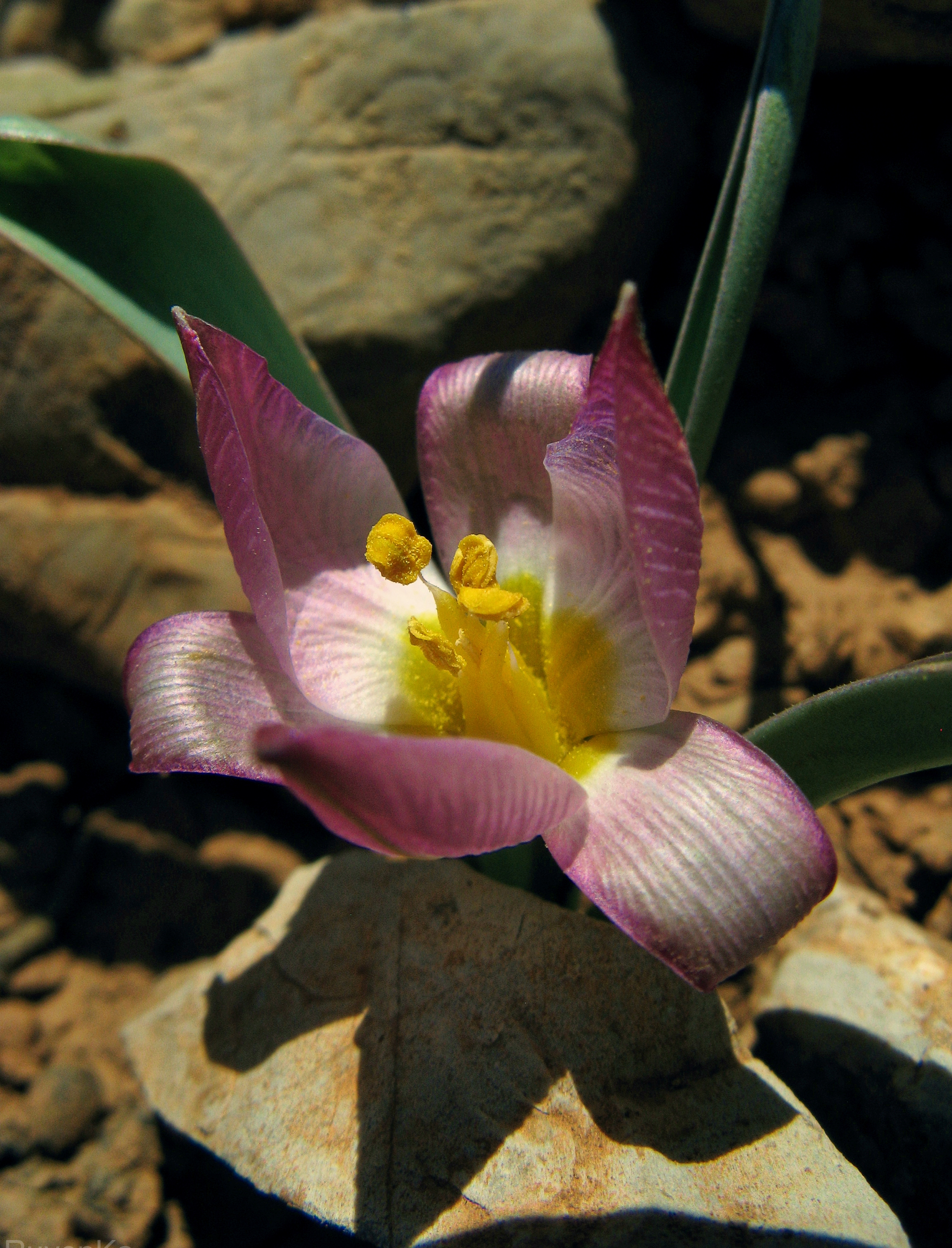
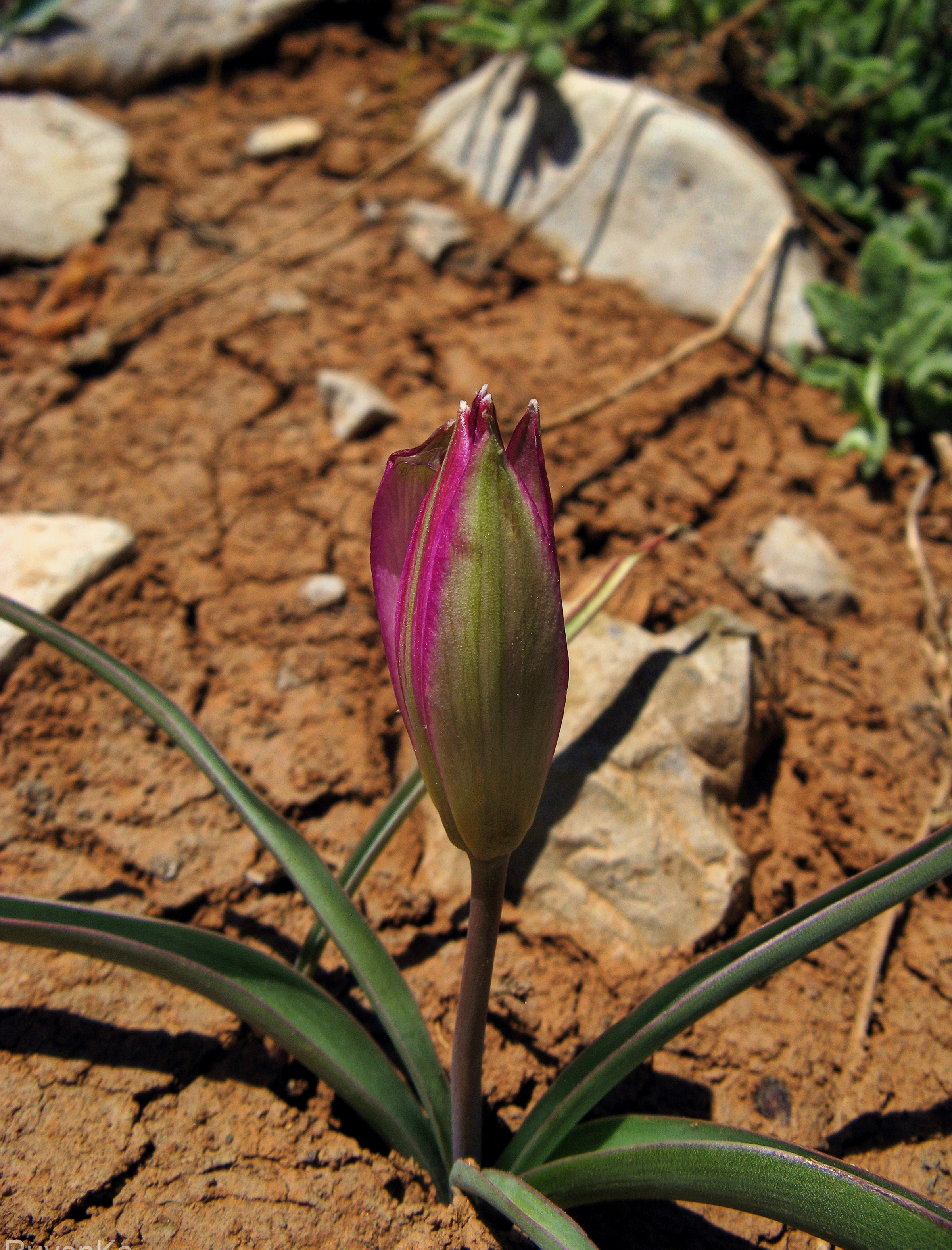
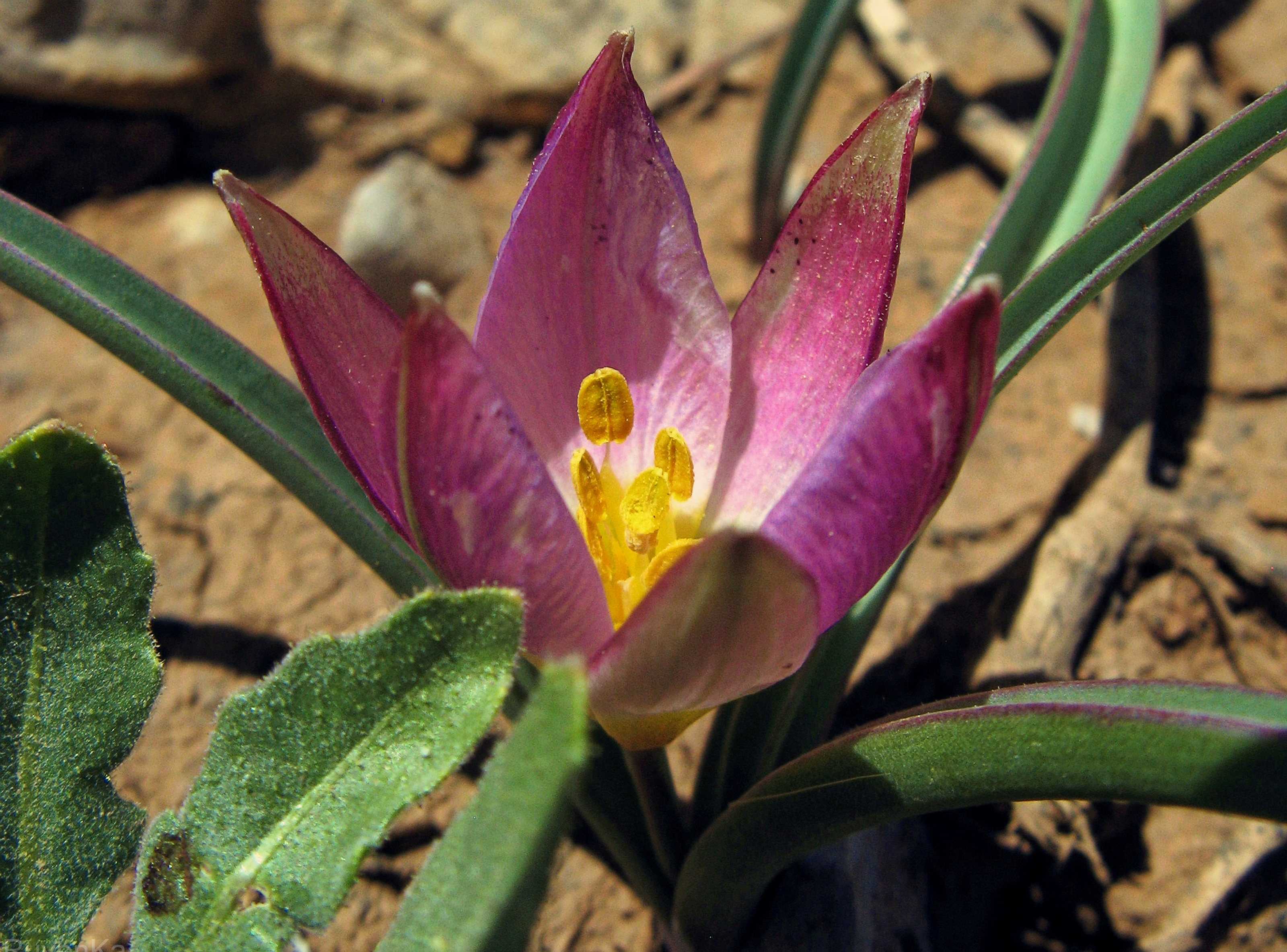